# 佐藤翔馬
佐藤 翔馬（さとう しょうま、2001年2月8日 - ）は、日本の男子競泳選手。東京都出身。2020年東京オリンピック競泳日本代表。200m平泳ぎ日本記録保持者。

## 経歴
若葉会幼稚園、慶應義塾幼稚舎、慶應義塾普通部、慶應義塾高等学校を経て、慶應義塾大学商学部卒業。
生後6ヶ月から元オリンピック日本代表の長崎宏子が主催するベビーアクアティクスと地元のベビースイミングで水泳を習い始めた。小学3年時から北島康介らが在籍した東京スイミングセンターに所属している。
初めて全国JO杯に出場したのは、中学1年時の夏季大会。
中学3年時の全国中学では、100m平泳ぎ4位、200m平泳ぎ5位。
高校3年時には、ジュニアパンパシフィック選手権代表に選出された。
2019年9月の日本学生選手権の200m平泳ぎで2分9秒91の世界ジュニア新記録を樹立。
2020年1月の北島康介杯では元世界記録保持者渡辺一平を破り、2分7秒58という好記録で優勝した。10月の日本学生選手権では2分7秒02の大会新記録で2連覇を達成。12月の日本選手権では100m平泳ぎで優勝し、200m平泳ぎでは渡辺一平に次ぐ2位となった。
2021年、1月に開催された北島康介杯では2分6秒78で優勝。2月に開催されたジャパンオープンでは2分06秒74でさらにベストを更新した。
2021年4月4日、第97回日本選手権水泳競技大会の100m平泳ぎでメドレーリレーの派遣標準記録を突破して優勝。東京オリンピック競泳日本代表に内定した。7日に行われた200m平泳ぎでは世界歴代2位となる2分6秒40の日本新記録で優勝し、個人種目でもオリンピックに内定した。
2020年東京オリンピック競泳では、男子200m平泳ぎ準決勝で2分9秒04のタイムで全体の10位だった。混合400mメドレーリレー予選には小西杏奈、松元克央、池江璃花子とともに出場し、第2泳者（平泳ぎ）を務め、日本は3分44秒15で全体の9位だった。

## 主な実績
- 2019年日本学生選手権　200m平泳ぎ優勝
- 2020年日本学生選手権　100m平泳ぎ・大会新[14]　200m平泳ぎ優勝・大会新
- 2020年日本選手権　100m平泳ぎ優勝　200m平泳ぎ2位
- 2021年日本選手権　100m平泳ぎ優勝　200m平泳ぎ優勝・日本新